# Schakir al-Fahham
Schakir al-Fahham (arabisch شاكر الفحام, DMG Šākir al-Faḥḥām, auch Shaker al-Fahham; * 1921; † 2008) war Vorsitzender der Akademie für Arabische Sprache zu Damaskus und Bildungsminister von Syrien.

## Leben
Er war einer der Fellows des Königlichen Aal al-Bayt Instituts für islamisches Denken (Royal Aal Al-Bayt Institute for Islamic Thought).
Er war einer der 138 Unterzeichner des offenen Briefes Ein gemeinsames Wort zwischen Uns und Euch (englisch A Common Word Between Us & You), den Persönlichkeiten des Islam an „Führer christlicher Kirchen überall“ (engl. “Leaders of Christian Churches, everywhere …”) sandten (13. Oktober 2007).